# Palliduphantes florentinus
Palliduphantes florentinus es una especie de araña tejedora de sábana perteneciente al género Palliduphantes, categorizada en el grupo Araneomorphae, orden Araneae.
Fue descrita por Lodovico di Caporiacco en 1947. La especie aparece registrada y publicada en una sección de Alcuni aracnidi cavernicoli di Toscana. Acta, Pontificia Academia Scientiarum. 11: 251-257 de 1947.
La longitud del cuerpo del macho mide 1,95 mm y el de la hembra 1,85 mm; ambos cuentan con un prosoma de 0,75 mm.

## Distribución
Se distribuye por Europa, en Italia.